# Ma Jolie (1911–1912)
Ma Jolie là một bức tranh sơn dầu của Pablo Picasso được vẽ trên canvas theo chủ nghĩa lập thể. Nó được vẽ từ mùa đông năm 1911 đến năm 1912. Bức họa này được hoàn thành ở Paris - một trung tâm nghệ thuật thời đó và giờ hiện đang nằm tại Bảo tàng Nghệ thuật Hiện đại New York.
Ma Jolie là giai điệu của một bài hát nổi tiếng được biểu diễn tại một hội trường âm nhạc ở Paris mà Picasso thường đến. Ông gợi tả sự liên kết về âm nhạc này bằng cách vẽ một khóa âm ba và khuông nhạc gần từ "Ma Jolie" được vẽ in đậm, viết hoa. Ma Jolie cũng là biệt danh của Picasso dành cho người tình của ông - Marcelle Humbert.
Các từ "Ma Jolie" không chỉ làm phẳng không gian mà còn làm bức tranh như một tấm áp phích vì chúng được vẽ bằng phông chữ gợi nhớ đến phông chữ hay sử dụng trong quảng cáo. Đây là lần đầu tiên một nghệ sĩ sử dụng các yếu tố văn hóa đại chúng trong một tác phẩm mang tính nghệ thuật cao.